# Marcelo Espina
Marcelo Fabián Espina (ur. 28 kwietnia 1967 w Buenos Aires) – były argentyński piłkarz z obywatelstwem chilijskim grający na pozycji pomocnika. Obecnie jest trenerem piłkarskim.

## Kariera klubowa
Marcelo Espina rozpoczął karierę w 1986 roku w klubie CA Platense. W latach 1990–1992 występował w Meksyku w C.D. Irapuato i stołecznym Atlante F.C. Po powrocie został zawodnikiem CA Lanús, by po roku powrócić do Meksyku do Correcaminos UAT. W latach 1994–1995 ponownie był zawodnikiem Platense. W barwach Platense został królem strzelców ligi argentyńskiej turnieju Clausura 1994. Platense było jego ostatnim argentyńskim klubem. W latach 1995–1998 występował w Chile w CSD Colo-Colo. Z CSD Colo-Colo trzykrotnie zdobył mistrzostwo Chile w 1996, 1997, 1998 oraz Copa Chile w 1996.
W latach 1999–2001 jedyny raz w karierze występował w Europie w pierwszoligowym hiszpańskim Racingu Santander. Przez 2 lata w Primera División rozegrał 71 spotkań, w których strzelił 4 bramki. Ostatnim klubem karierze Espiny było CSD Colo-Colo, w którym zakończył karierę w 2004 roku. Z CSD Colo-Colo zdobył mistrzostwo Chile 2002.

## Kariera reprezentacyjna
W latach 1994–1996 Espina grał dla reprezentacji Argentyny. W 1995 roku wystąpił w drugiej edycji Pucharu Konfederacji, na którym Argentyna zajęła drugie miejsce. Na turnieju w Rijadzie wystąpił tylko w meczu finałowym z Danią. W tym samym roku uczestniczył w Copa América 1995, na którym Argentyna odpadła w ćwierćfinale. Na turnieju w Urugwaju wystąpił tylko w meczu z USA. Ogółem w latach 1994-1995 wystąpił w barwach albicelestes w 6 meczach, w których strzelił 1 bramkę.

## Kariera trenerska
Po zakończeniu kariery piłkarskiej Espina został trenerem. Prowadził chilijskie kluby CSD Colo-Colo, Corporación Deportiva Everton de Viña del Mar i Unión Española. Od 2010 roku jest trenerem CA Platense.